# 桃園市立桃園特殊教育學校
桃園市立桃園特殊教育學校（英文譯名：Taoyuan Municipal Taoyuan Special School），簡稱桃園特教、桃特，為一所位於臺灣桃園市桃園區的市立特殊學校，前身為國立桃園啟智學校，該校成立於1992年7月1日，2018年1月1日由教育部改隸屬桃園市政府。

## 校史
- 1992年7月1日 該校奉准正式設校。
- 1992年7月1日 臺灣省政府核准楊拯華先生為第一任校長，商借桃園縣立建國國民中學作為臨時教學及辦公場所。
- 1993年8月 遷入新建校舍，繼續推展各項校務。
- 2000年2月1日 該校更名為國立桃園啟智學校。
- 2018年1月1日 改隸桃園市政府轄，更名為桃園市立桃園特殊教育學校。

### 歷任校長
| 任期 | 姓名       | 任職日期  | 離職日期  | 備註                                                                   |
| ---- | ---------- | --------- | --------- | ---------------------------------------------------------------------- |
| 1    | 楊拯華先生 | 1992年7月 | 2000年7月 | 原臺灣省立臺中啟聰學校教師升任，任滿退休。                             |
| 2    | 陳滿上先生 | 2000年8月 | 2005年7月 |                                                                        |
| 3    | 呂淑美女士 | 2005年8月 | 2013年7月 | 原輔導主任升任，調任國立新竹女子高級中學。                             |
| 4    | 許唐敏先生 | 2013年8月 | 2020年7月 | 原新北市立新北特殊教育學校輔導主任升任，調任桃園市立平鎮高級中等學校。 |
| 5    | 葉瑞華女士 | 2020年8月 | 現任      | 原教務主任升任。                                                       |

## 外部連結
- 桃園市立桃園特殊教育學校 （页面存档备份，存于）